# Frankie Goes to Hollywood
Frankie Goes to Hollywood var ett brittiskt syntpopband, grundat av sångaren Holly Johnson, sångaren och dansaren Paul Rutherford, basisten Mark O'Toole, gitarristen Brian Nash och trumslagaren Peter Gill i Liverpool, 1980. Bandet släppte flera singlar som blev megahits, bland andra "Relax", "Two Tribes", "The Power of Love" och "Rage Hard".

## Historik
FGTH bildades 1980 i Liverpool och upptäcktes 1983 av producenten Trevor Horn som nyligen startat skivbolaget ZTT Records. Bandet skrev kontrakt med ZTT och spelade in låten "Relax" som släpptes i oktober 1983. Låten blev snart bannlyst av BBC för sina anspelningar på sex.
I januari 1984 gick "Relax" upp på englandslistans förstaplats och låg där i 5 veckor. I början av juni 1984 släpptes uppföljaren "Two Tribes" som gick direkt in på englandslistans förstaplats och stannade där i hela 9 veckor. "Two Tribes" sålde guld i Storbritannien på endast två dagar. I oktober 1984 släppte bandet sitt debutalbum Welcome to the Pleasuredome som gick in på engelska albumlistans förstaplats. Kort därefter släpptes balladen "The Power of Love" som även den nådde englandslistans förstaplats.
Ytterligare en singel från debutalbumet släpptes i mars 1985, titelspåret "Welcome to the Pleasuredome". Singeln nådde englandslistans andraplats. Noterbart är att samtliga singlar från debutalbumet remixades i ett antal maxisinglar.
Vid denna tid hade FGTH givit sig ut på världsturné och besökte bland annat Stockholm och Eriksdalshallen den 11 april 1985.
I september 1986 släpptes "Rage Hard", första singeln inför det kommande albumet Liverpool. "Rage Hard" nådde englandslistans fjärdeplats och blev även en topp-20 hit i Sverige. I oktober släpptes albumet Liverpool, som nådde femteplatsen på albumlistan vilket följdes av ytterligare två singelsläpp, "Warriors of the Wasteland och "Watching the Wildlife". Även om singlarna från Liverpool-albumet aldrig nådde upp till samma standard som singlarna från Welcome to the Pleasuredome remixades även dessa med samma stora entusiasm som tidigare. "Rage Hard", "Warriors of the Wasteland" och "Watching the Wildlife" släpptes i flera olika 12-tumsversioner. Liverpool innehåller endast 8 låtar och låter definitivt annorlunda än Welcome to the Pleasuredome. Sångaren Holly Johnson var missnöjd med den musikaliska utvecklingen och lämnade gruppen i april 1987, vilket ledde till bandets definitiva upplösning.
År 2003, på 20-årsdagen för utgivningen av singeln "Relax", försökte musikkanalen VH1 förmå bandmedlemmarna till en återföreningskonsert. Sångaren Holly Johnson och gitarristen Brian Nash var dock inte intresserade av en återförening. Övriga bandmedlemmar var övertygade om att en fortsättning var möjlig så man bjöd in potentiella sångare till en audition. Det hela resulterade i en ny frontfigur i Ryan Molloy. Under 2005 turnerade bandet i Europa men då ZTT Records inte visade intresse för skivsläpp splittrades även denna upplaga av FGTH under 2007.
I augusti 2010 släpptes en nyutgåva av Welcome to the Pleasuredome med en bonus-CD med diverse extra material. Bland annat finns en version av "Relax", kallad "Relax (Greatest Bits)", på 16:50 minuter.

## Medlemmar
Huvudmedlemmar
- Holly Johnson – sång (1980–1987), 2023
- Paul Rutherford – sång, keyboard och tamburin (1980–1987, 2004–2007), 2023
- Mark O'Toole – sång och elbas (1980–1987, 2004–2007), 2023
- Brian Nash – sång och gitarr (1982–1987), 2023
- Peter Gill – trummor (1980–1987, 2004–2007), 2023

Tidigare medlemmar
- Jed O'Toole – sång och gitarr (1980–1982, 1984, 1987, 2004–2007)
- Sonia Mazumder – sång (1980)
- Ryan Molloy – sång (2004–2007)

## Diskografi
| Studioalbum - 1984 – Welcome to the Pleasuredome - 1986 – Liverpool Samlingsalbum - 1985 – Bang! - 1993 – Bang!... The Greatest Hits of Frankie Goes to Hollywood - 1994 – Reload! Frankie: The Whole 12 Inches - 2000 – Maximum Joy - 2000 – The Club Mixes 2000 - 2001 – Twelve Inches - 2001 – Rage Hard: The Sonic Collection - 2009 – Frankie Say Greatest - 2012 – Sexmix - 2012 – Frankie Said - 2013 – The Best of Frankie Goes To Hollywood - 2015 – Simply Frankie Goes To Hollywood | Singlar - 1983 – "Relax" - 1984 – "Two Tribes" - 1984 – "The Power of Love" - 1985 – "Welcome to the Pleasuredome" - 1986 – "Rage Hard" - 1986 – "Warriors of the Wasteland" - 1987 – "Watching the Wildlife" |